# Zingiber phillippsiae
Zingiber phillippsiae là một loài thực vật có hoa trong họ Gừng. Loài này được John Donald Mood và Ida Theilade miêu tả khoa học đầu tiên năm 1999 như là Zingiber phillippsii.

## Mẫu định danh
Mẫu định danh như dưới đây, được lưu giữ tại Đại học Aarhus, Đan Mạch (AAU):
- Holotype Mood J.D. 398; thu thập ngày 9 tháng 9 năm 1991 ở cao độ 1.000 m, tọa độ 5°45′0″B 116°29′59″Đ / 5,75°B 116,49972°Đ, đường Sinsuran về phía Kota Kinabalu, dãy núi Crocker, bang Sabah, Malaysia.
- Paratype Mood J.D. 401; thu thập ngày 9 tháng 9 năm 1991 ở cao độ 1.000 m, tọa độ không rõ, đường Sinsuran về phía Kota Kinabalu, dãy núi Crocker, bang Sabah, Malaysia.

## Phân bố
Loài này có trên đảo Borneo, trên dãy núi Crocker, bang Sabah, Malaysia. Loại cây thảo này có các chồi lá cao tới 2,8 m, được ghi nhận ở cao độ 1.000 m trong các thung lũng nhỏ/hào rãnh trong rừng nguyên sinh miền núi.

## Mô tả
Thân màu tía, lá nhẵn nhụi. Cụm hoa tương tự như ở Z. coloratum.